# Dunseverick Castle
Dunseverick Castle (irisch Caisleán Dhún Sobhairce) ist die Ruine einer auf einem Felsensporn am Meer liegenden Spornburg im County Antrim, Nordirland. Sie liegt etwa 3,2 Kilometer westlich des Ortes Dunseverick und steht als Scheduled Monument unter Denkmalschutz.

## Etymologie
Der Name Dunseverick geht auf Sobairce zurück, der während seiner Herrschaft als Hochkönig von Irland ein Fort an dieser Stelle errichtete.

## Geschichte
Seit wann es an dieser Stelle ein Bauwerk gibt, ist ungewiss. Da es jedoch den Endpunkt der Straße aus Tara, dem Sitz der irischen Könige, bildete, ist davon auszugehen, dass ein Bauwerk schon sehr früh errichtet wurde. Im 5. Jahrhundert besuchte Patrick von Irland die Burg mehrmals. Im Jahr 870 wurde das hier befindliche Fort von Wikingern angegriffen. Zwischen 1000 und 1320 und wieder ab dem 16. Jahrhundert stand die Burg im Eigentum der Familie O’Cahan. In Folge der Irischen Rebellion von 1641 wurde die Burg durch Robert Monro zerstört. Heute stehen noch Mauerfragmente des Torhauses und einige Fundamente, die wohl aus dem 16. Jahrhundert stammen. Bis 1978 war noch ein Wohnturm erhalten, der dann aber in sich zusammenbrach und ins Meer stürzte. Seit 1962 wird die Halbinsel auf der die Überreste des Castles stehen vom National Trust verwaltet.